# الدوري المنغولي لكرة القدم 2012
الدوري المنغولي لكرة القدم 2012 هو موسم من الدوري المنغولي لكرة القدم. كان عدد الأندية المشاركة فيه 8، وفاز فيه نادي إركيم.